# Lucky (2017)
Lucky ist ein US-amerikanisches Filmdrama mit komödiantischen Elementen aus dem Jahr 2017. Für John Carroll Lynch war es sein Debüt als Filmregisseur, während Hauptdarsteller Harry Dean Stanton in einer seiner letzten Filmrollen zu sehen ist.

## Handlung
Lucky, ein 90-jähriger Junggeselle und Atheist mit strenger Lebensroutine, lebt in einer kleinen Wüstenstadt im Südwesten der USA. Sein stets gleicher Tagesablauf beginnt mit Yoga-Übungen, Zigaretten und einem Glas kalter Milch. Anschließend macht er sich auf den Weg durch die Kleinstadt und besucht stets ein Restaurant, mit dessen Inhaber Joe und der Angestellten Loretta er freundschaftliche, manchmal schnippische Gespräche führt. Hier trinkt er Kaffee und löst Kreuzworträtsel. Dann deckt er sich in dem kleinen Laden der Mexikanerin Bibi mit Zigaretten und neuen Milchpackungen ein. Den Nachmittag verbringt Lucky mit Spielshows im Fernsehen, ehe er sich abends in seine Stammbar begibt und dort Bloody Mary trinkt. Die Bar wird von der resoluten Elaine geführt, deren langjähriger Lebensgefährte Paulie ebenso wie der Barkeeper Vincent ständig dort anwesend sind. In Elaines Bar trifft Lucky auch seinen guten Freund Howard, der am Boden zerstört ist, da ihm seine geliebte hundertjährige Landschildkröte President Roosevelt entlaufen ist.
Eines Morgens sackt Lucky vor seiner Kaffeemaschine plötzlich zusammen. Sein Arzt Dr. Kneedler untersucht ihn daraufhin und bescheinigt ihm eine trotz des Rauchens exzellente Gesundheit. Lucky habe die meisten Gleichaltrigen lange überlebt und der Zusammenbruch sei eine normale, unabänderliche Folge des Alters, bemerkt Kneedler. Er schlägt Lucky ein betreutes Wohnen vor, was dieser aber ablehnt. Auch von den Sorgen seiner Freunde im Dorf um seinen Gesundheitszustand will er nichts wissen.
Trotzdem setzt Lucky der Zusammenbruch zu: Als Howard mit dem Anwalt Bobby Lawrence sein Testament plant (in dem er „President Roosevelt“ als Haupterben einsetzen will), mischt sich Lucky mit einer Schimpftirade gegen Anwälte ein und erklärt, dass doch jeder sowieso alleine in das Leben ein- und auch wieder aus diesem herausgehe. Er selber sei zwar alleine, aber nicht einsam – was ein Unterschied sei. Vor den Bargästen und später auch mit Loretta, als diese ihn zu Hause besucht, weil sie sich Sorgen macht, reflektiert er darüber, nie geheiratet und keine ihm bekannten Kinder gehabt zu haben. In einem anderen Moment erinnert er sich auch daran, wie er als Junge eine singende Spottdrossel erschoss und die darauffolgende Stille der traurigste Moment seines Lebens gewesen sei.
Lucky will sich in einer Tierhandlung ein kleines Haustier zulegen und entscheidet sich für die Grillen, die eigentlich nur als Futter für die anderen Tiere in der Zoohandlung dienen sollten.
In Joes Restaurant trifft Lucky den von ihm Tage zuvor beleidigten Anwalt Bobby und nach anfänglicher Abweisung lässt sich Lucky auf ein Gespräch ein. Bobby erklärt ihm, dass man durch Testamente und Lebensversicherungen immer auf das Unerwartete vorbereitet sein soll, so sei er vor ein paar Jahren beim Abholen seiner Tochter von der Schule um Haaresbreite bei einem Autounfall gestorben. Lucky trifft in Joes Restaurant auch einen älteren Herrn namens Fred, der sich auf der Durchreise befindet – Fred diente wie Lucky im Zweiten Weltkrieg: Fred bei den Marine Corps, Lucky bei der Navy. Sie tauschen sich über den Krieg und die damit verbundenen Erfahrungen mit dem Tod aus. Lucky erzählt dabei auch, dass er zu seinem Spitznamen gekommen sei, weil er als Schiffskoch einen relativ ungefährlichen Job abbekommen hatte. Wichtig für Lucky wird Freds Erzählung von dem Lächeln des philippinischen Mädchens, das den US-Soldaten mitten im Schlachtgetümmel um die Eroberung des Strandes entgegenkam. Sie lächelte nicht die Soldaten an, sondern sie lächelte als Buddhistin in der Erwartung des Todes und dem Eingehen ins Nirwana.
Samstags besucht Lucky die Geburtstagsfeier von Bibis zehnjährigem Sohn „Juan Wayne“, zu der sie ihn bei einem seiner Zigarettenkäufe eingeladen hatte, wobei er zunächst mit der Zusage gezögert hatte. Vor den überwiegend mexikanischstämmigen Gästen wartet Lucky mit Spanischkenntnissen auf und trägt das Volkslied Volver, Volver vor. Am Abend besucht er wie üblich seine Stammbar, wo Howard ihm erzählt, dass er die Suche nach „President Roosevelt“ inzwischen aufgegeben habe und er der Schildkröte offen lasse, ob sie zu ihm zurückkehren wolle oder nicht.
Lucky legt sich mit Elaine an, als er sich trotz bestehenden Rauchverbots eine Zigarette anzünden will. Er hält das Rauchverbot für nicht beachtenswert und erklärt, dass irgendwann sowieso alles vergehen würde und dass jeder mit einem Lachen das Beste aus seinem Leben ziehen solle. Rauchend verlässt Lucky die Bar, deren Stammgäste sich über Luckys Rede nachdenklich zeigen.
Am nächsten Morgen geht Lucky seinen üblichen Routinen nach, stellt aber diesmal nach langer Zeit die Uhr in seiner Kaffeemaschine richtig. Er begibt sich in die Natur und betrachtet die riesigen alten Kakteen, dann zündet er sich lächelnd eine Zigarette an. In der letzten Szene wandert Lucky alleine durch die Wüstenlandschaft, während im Vordergrund eine Landschildkröte langsam durchs Bild läuft – in der umgekehrten Richtung wie in der ersten Einstellung des Films.

## Produktionshintergrund
Die Drehbuchautoren Logan Sparks und Drago Sumonja hatten Lucky bereits im Gedanken an Harry Dean Stanton als Hauptdarsteller verfasst. Da beide mit Stanton bekannt waren, ließen sie dessen Charakter und Lebensphilosophie auch auf seine Filmfigur einfließen, so pflegte Stanton im Privatleben auf den im Film von Joe gesagten Satz You’re nothing mit der Erwiderung Thank you zu antworten, wie auch Lucky im Film. Auch biografische Ähnlichkeiten sind kein Zufall, so wuchs die Filmfigur wie auch Stanton in Kentucky auf, beide waren Schiffsköche bei der Navy im Zweiten Weltkrieg, beide liebten Spielshows im Fernsehen und beide blieben trotz verschiedener Beziehungen unverheiratet. Regisseur John Carroll Lynch schrieb dazu:

„War Lucky Harry? Der Charakter und der Charakterdarsteller haben so viel gemein. Sie lieben Kreuzworträtsel und Spielshows, Bloody Marys und Mariachi. Sie haben die Navy, die Nachtigall und eine Tante Beulah gemein. Also würde ich sagen, der Filmcredit stimmt: Harry Dean Stanton ist Lucky.“

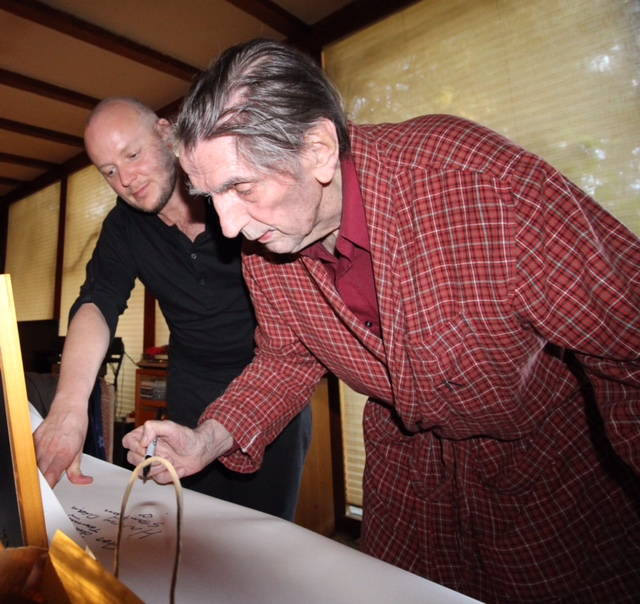
Harry Dean Stanton im Jahr 2015

Lucky ist also auch eine Würdigung an Harry Dean Stanton, mehrere seiner langjährigen Freunde wie David Lynch und Ed Begley Jr. sagten deshalb auch für Nebenrollen zu. Sparks und Sumonja waren allerdings wegen Stantons hohem Alter zunächst besorgt, ob er überhaupt für diese anstrengende Hauptrolle zusagen würde – doch schließlich stimmte er zu, obwohl er zugleich viel Arbeit erwartete. Etwas skeptisch war Stanton anfangs über den Dreh der Szene, in der er mit Tom Skerritts Figur des Fred über seine Erfahrungen im Weltkrieg redet, da der Inhalt dieser autobiografisch und ihm wahrscheinlich zu nahe war. Um Stantons Fähigkeiten als Sänger zu zeigen, wurde auch eine Gesangsszene gegen Ende des Filmes eingebunden. Stanton spielt zudem im Film das Volkslied Red River Valley auf seiner Mundharmonika.
Der bis dahin nur als Schauspieler bekannte John Carroll Lynch gab mit Lucky sein Debüt als Filmregisseur. Er war zunächst für die Rolle des Restaurantbesitzers Joe vorgesehen, doch als Drago Sumonja ihm rund zwei Monate später erzählte, dass man noch nach einem Regisseur für das Projekt suche, bot er sich an, da er schon länger Regie führen wollte und anderen Regisseuren bei der Arbeit zugesehen hatte. Um sich ganz auf die Regiearbeit zu konzentrieren, gab er die Rolle des Joe dann an Barry Shabaka Henley weiter. John Carroll Lynch äußerte sich bewundernd über David Lynch, der professionell und vorbereitet in seiner Rolle gewesen sei. Carroll Lynch bemerkte, dass sich David Lynch trotz seiner im Gegensatz zu ihm großen Regieerfahrung am Filmset stets nur als Schauspieler verstanden habe, sodass es keine Reibungen gab. Er nannte Lynch neben John Ford und Jim Jarmusch auch eines seiner großen Regievorbilder und zog Parallelen zwischen Lucky und Lynchs Film The Straight Story (auch mit Stanton besetzt), da beide Filme sich auf emotionale Art mit der Sterblichkeit auseinandersetzen.

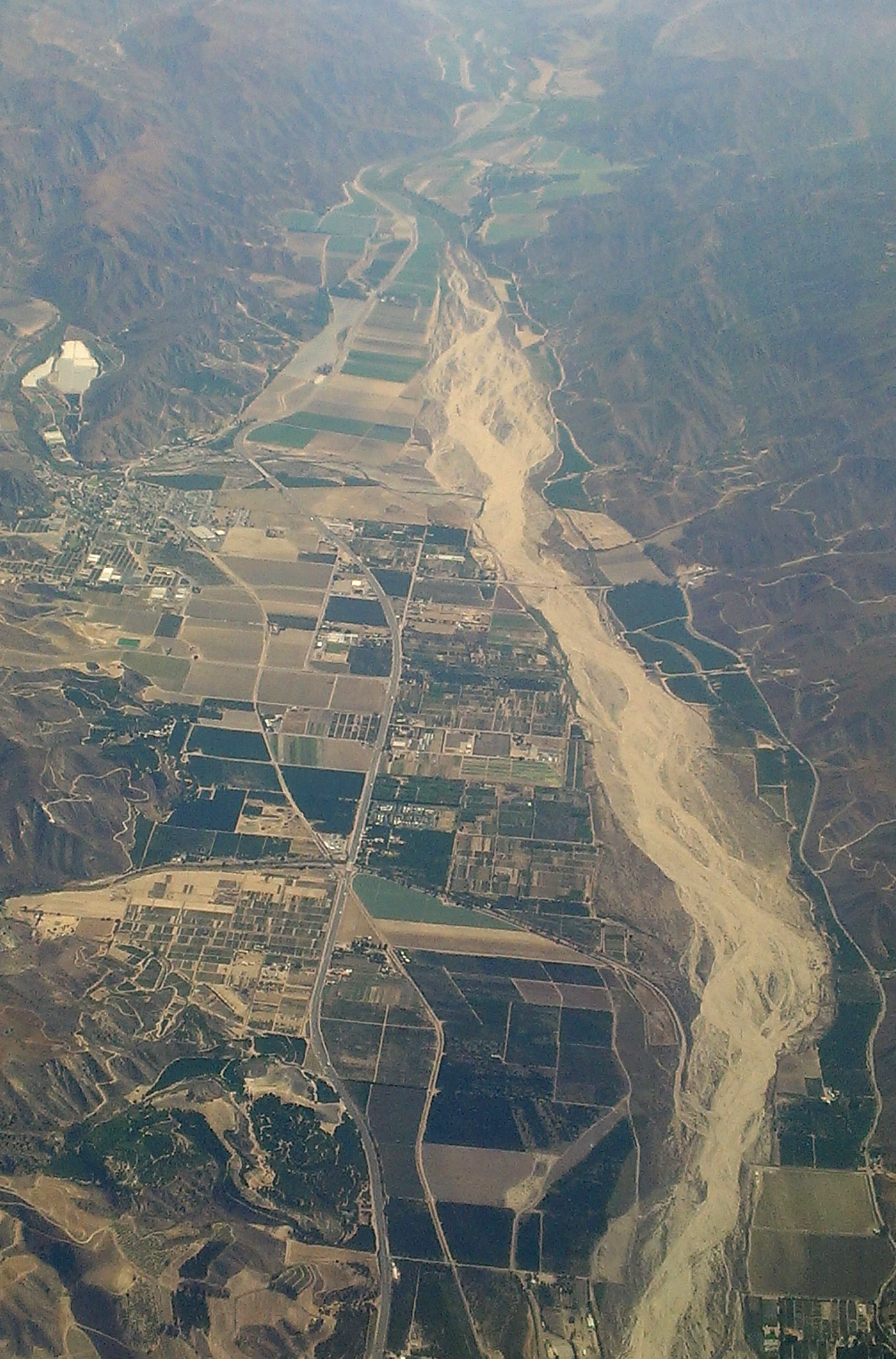
Piru mit dem Santa Clara River aus der Luftperspektive

Gedreht wurde Lucky in der Kleinstadt Piru (laut Zensus 2010 insgesamt 2063 Einwohner) im kalifornischen Ventura County. Piru war seit den 1940er-Jahren viele Male als Drehort für Hollywood-Filme genutzt worden. Die Dreharbeiten, bei denen Stanton wenige Wochen vor seinem 90. Geburtstag stand, fanden im Frühsommer 2016 statt und dauerten insgesamt 18 Tage. John Carroll Lynch berichtete, dass die Dreharbeiten in der Wüstenhitze an meist fünf Tagen in der Woche für Stanton anstrengend waren – „er hat alles gegeben, was er hatte“, kommentierte Lynch dazu.

## Synchronisation
Die deutsche Synchronfassung entstand 2017 bei der Digital Media Technologie GmbH in Hamburg nach Dialogbuch und Dialogregie von Detlef Klein.
| Rolle                                | Darsteller           | Dt. Synchronstimme       |
| ------------------------------------ | -------------------- | ------------------------ |
| Lucky                                | Harry Dean Stanton   | Friedrich Georg Beckhaus |
| Howard                               | David Lynch          | Jürgen Uter              |
| Bobby Lawrence, Anwalt               | Ron Livingston       | Peter Flechtner          |
| Dr. Christian Kneedler               | Ed Begley junior     | Reent Reins              |
| Fred, Marine-Kriegsveteran           | Tom Skerritt         | Eberhard Haar            |
| Paulie                               | James Darren         | Bernd Vollbrecht         |
| Elaine, Barbesitzerin                | Beth Grant           | Isabella Grothe          |
| Joe, Restaurantbesitzer              | Barry Shabaka Henley | Wolf Frass               |
| Loretta, Angestellte bei Joe         | Yvonne Huff          | Eva Michaelis            |
| Vincent, Barkeeper bei Elaine        | Hugo Armstrong       | Daniel Welbat            |
| Bibi, Ladeninhaberin                 | Bertila Damas        | Elena Wilms              |
| Victoria, Bibis Mutter               | Ana Mercedes         | Isabel Navarro           |
| Frances, Verkäuferin der Zoohandlung | Amy Claire           | Angela Quast             |

## Veröffentlichung
Lucky feierte am 11. März 2017 auf dem South by Southwest Film Festival seine Weltpremiere. In den folgenden Monaten lief der Film auf verschiedenen Festivals, ehe er ab dem 29. September 2017 großflächig in die amerikanischen Kinos kam – knapp zwei Wochen nach dem Tod von Harry Dean Stanton im Alter von 91 Jahren. Den fertigen Film konnte Stanton nicht mehr sehen, da er ihn auf der Kinoleinwand anschauen wollte, aber seine Gesundheit das am Ende nicht mehr zuließ. In die deutschen Kinos kam der Film am 6. März 2018, nachdem er auch zuvor bereits dort auf Filmfestivals gelaufen war, und in die österreichischen am 6. April 2018. An den Kinokassen nahm der Film weltweit rund 1,733 Millionen US-Dollar ein. Für die Veröffentlichung des Filmes ist die Produktionsfirma Magnolia Pictures zuständig.
Seine Fernsehpremiere im deutschsprachigen Raum hatte Lucky am 7. Februar 2019 um 21:00 auf 3sat.

## Auszeichnungen
Bei dem Locarno Festival im August wurde Lucky für den Goldenen Leoparden nominiert. Diese Auszeichnung konnte nicht gewonnen werden, Lucky erhielt aber den Preis der Ökumenischen Jury. Im November 2017 gewann Lucky bei den Filmfestspielen von Gijón Preise für den Besten Schauspieler (Harry Dean Stanton) und die Beste Filmmusik.
Bei der Chicago Film Critics Association wurde Lucky in den Kategorien Bester Hauptdarsteller für Stanton und Vielversprechendster Filmemacher für John Carroll Lynch mit Nominierungen bedacht. Bei den Satellite Awards gewann Harry Dean Stanton die Auszeichnung Bester Hauptdarsteller und John Carroll Lynch erhielt einen Spezialpreis für das beste Regiedebüt. Die Saturn Awards nominierten Lucky 2018 in der Kategorie Bester Independentfilm.

## Kritik
Bei Rotten Tomatoes erhält der Film, basierend auf 100 Filmkritiken, eine positive Bewertung von 98 %. Der Kritikerkonsens schreibt, der Film sei eine bittersüße Meditation über Sterblichkeit und sei ein guter Schlusspunkt für Harry Dean Stantons Karriere. Matt Zoller Seitz von Roger Ebert.com vergab Lucky die Höchstwertung von vier Sternen und beschrieb ihn als der „demütigste tiefgründige Film der letzten Jahre“, der Tod, Gesundheit und Einsamkeit, aber auch Freundschaft als zentrale Themen habe. In seiner Art als „amerikanische Marginalie“ sei Lucky mit Stranger than Paradise und Trees Lounge vergleichbar, aber mit „eigenem Rhythmus und Farbe, seiner eigenen emotionalen Temperatur, seinen eigenen Gründen Dinge zu enthüllen und zu verdecken.“
Der Filmdienst schreibt, Lucky sei ein „gänzlich unpathetischer, zu den Wurzeln der Existenz vordringender, wortkarger Film, in dem die Furcht vor dem Tod der gelassenen Akzeptanz täglicher Rituale weicht.“ Bert Rebhandl urteilte in der FAZ, dass Stanton „noch einmal seine ganze Größe“ zeige. Es handle sich um einen angemessen „unsentimentalen, angemessen tiefsinnigen und angemessen altersweisen Film“, der am Beispiel „eines ungewöhnlich gewöhnlichen Erdenbürgers“ zeige, dass die „Conditio Humana als solche den besten Trost spendet“. Der Tagesspiegel nannte Stanton den „Zen-Cowboy“, dem in diesem Film ehrfürchtig eine Bühne bereitet werde – „um zurückzugeben, was er sein Leben lang für seine Kollegen getan hat.“ Die Süddeutsche Zeitung schreibt:

„Die Jahrzehnte in Hollywood haben Harry Dean Stanton eine Gelassenheit und Ruhe und Würde beschert, die nun die Essenz des Films ‚Lucky‘ ausmachen. Es gibt nichts zu spielen, hier ist nur Präsenz und sehr viel Schweigen.“